# Indução do parto

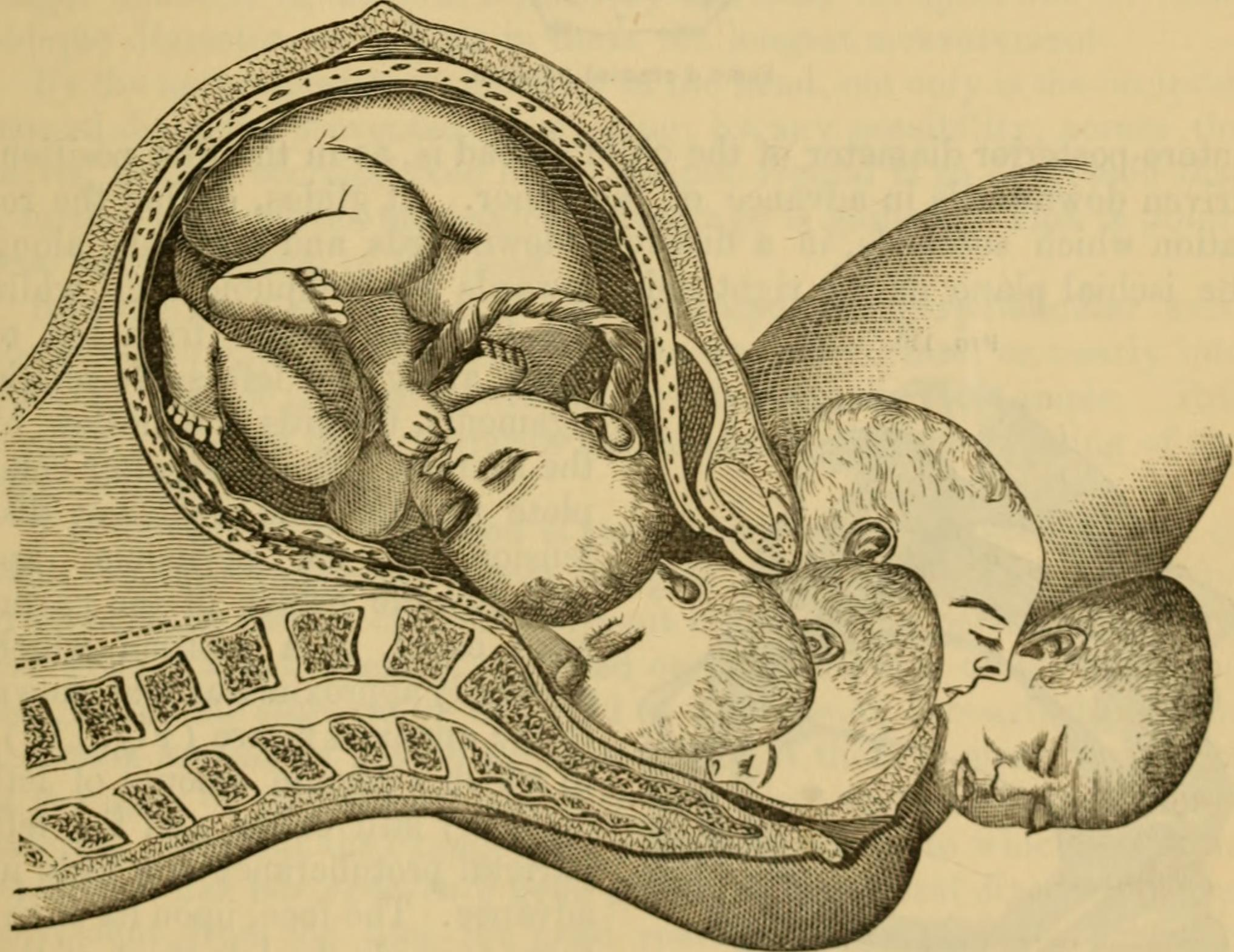
Parto normal

Indução do trabalho de parto é o processo que estimula e agiliza o parto vaginal. A indução do trabalho de parto pode ser feito com ou sem fármacos.

## Indicações médicas
Razões médicas para a indução incluem:
- Gravidez prolongada: se a gravidez passou da 41ª semana.
- Restrição de crescimento intra-uterino (RCIU).
- Riscos de saúde para a mãe em prosseguir com a gravidez: 
  - Colestase gestacional
  - Emergência hipertensiva: pressão arterial maior que 170 sistólica ou 130 diastólica
  - Fígado gorduroso da gravidez: alta mortalidade, ao contrário do fígado gorduroso em não-grávidas
  - Insuficiência cardíaca descompensada
  - Urgência hipertensiva
- Condições de saúde que colocam em risco a vida do filho:
  - Oligo-hidrâmnio
  - Corioamnionite
  - Desprendimento prematuro da placenta
  - Diabetes gestacional
  - Hipertensão arterial ou Pré-eclampsia
- Ruptura prematura de membranas (RPM): quando as membranas se rompem, mas o trabalho não for iniciado dentro do período estimado.[2]
- Terminação prematura da gravidez (aborto).
- Morte fetal intra-útero ou história prévia de parto de natimorto.
- Gravidez de gêmeos depois de 38 semanas.

Indução do trabalho quando o parto está na semana 41, melhora o bem estar do bebê e diminui o número de cesáreas realizadas.

## Métodos de indução
Métodos de indução do trabalho de parto incluem tanto medicação como técnicas físicas.

### Não-farmacológicos
As técnicas não-farmacológicas incluem fazer a ruptura das membranas ou estimular as membranas. O uso de cateteres intra-uterino também são indicados. A compressão do colo do útero com cateter com balão (sonda foley) inflado com soro para dilatar o cérvix estimula a liberação de prostaglandinas nos tecidos que iniciam o trabalho de parto. Não há nenhum efeito direto sobre o útero. 
A relação sexual, sêmen e estimulação das mamas também induzem ao parto e são uma causa frequente de parto prematuro.

### Medicação
Métodos farmacológicos são, principalmente, usando dinoprostona (prostaglandina E2) ou misoprostol (um análogo da prostaglandina E1):
- Administrar prostaglandina intravaginal ou endocervical, como dinoprostone ou misoprostol.[4]
- Administrar por via intravenosa ocitocina em doses progressivamente mais altas (2, 4, 8, 16UI).[5]
- O uso de mifepristona está bem descrito, mas é raramente utilizado na prática atual.[6]
- Relaxina tem sido muito estudada,[7] mas não é comumente utilizada.

Os médicos avaliam as probabilidades de indução bem sucedida do trabalho de parto pela Escala de Bishop. Uma pontuação maior que 8 indica provável sucesso. A pontuação avalia a maturação e apagamento do colo do útero antes da indução. A pontuação vai por um sistema de pontos dependendo de cinco fatores. Cada factor é pontuado em uma escala de 0-2 ou 0-3, quando a pontuação total é inferior a 5, pode indicar cesariana.